# WASE 2

Schemat silnika A. Wąsowskiego (WASE 2)

WASE 2 (ang. Wąsowski Andrzej Stirling Engine 2) - beztłokowy rotacyjny silnik Stirlinga wynaleziony przez Andrzeja Wąsowskiego z Rzeszowa.

## Budowa silnika
Silnik składa się z dwóch hermetycznie zamkniętych cylindrów. W każdym z cylindrów znajduje się mimośrodowo umieszczony obrotowy wypornik. Cylindry wraz z obrotowymi wypornikami mogą być umieszczone szeregowo lub równolegle w stosunku do siebie. Wyporniki są ustawione względem siebie w przeciwfazie. Dzięki czemu, jeżeli będziemy jedną stronę ogrzewać, a przeciwną chłodzić, to obracając osią, na której znajdują się wyporniki, otrzymamy w tym samym momencie w jednym cylindrze nadciśnienie, w drugim cylindrze podciśnienie. To naprzemienne nad i podciśnienie jest "prostowane" poprzez układ czterech odpowiednio skonfigurowanych zaworków pneumatycznych, otrzymując na wyjściu z tego pneumatycznego prostownika odpowiednio stałe nad i podciśnienie. Prostowanie odbywa się analogiczne jak to się robi z mostkami prostowniczymi przy otrzymywaniu napięcia stałego z napięcia przemiennego. Stała różnica ciśnień jest przekazywana na silnik pneumatyczny, znajdujący się na tej samej osi co oba wirujące tłoki. Otrzymane jest dodatnie sprzężenie zwrotne, czyli praca mechaniczna na wspólnej osi, której moc zależy tylko od różnicy temperatur pomiędzy ściankami cylindrów.

## Cechy użytkowe silnika

Moduły silnika WASE 2 (rysunek poglądowy)

Według wynalazcy, do podstawowych zalet beztłokowego rotacyjnego silnika Stirlinga w stosunku do znanych dotychczas konstrukcji tych silników należy zaliczyć:
- całkowite wyeliminowanie kosztownych układów tłokowo-korbowodowych
- wyeliminowanie siłowników pneumatycznych
- brak problemu prawidłowego uszczelnienia tłoków w ich cylindrach
- niskie koszty budowy w porównaniu do tradycyjnych silników Stirlinga.

## Zastosowania
W głównym zamierzeniu wynalazcy silnik jest przeznaczony do uzupełniania energii w hybrydowych i elektrycznych pojazdach samochodowych. Silnik może posłużyć również jako mała i przenośna panelowa bateria słoneczna lub jako przemysłowy układ do odzysku energii w procesach produkcyjnych.

## Odsyłacze zewnętrzne
- https://web.archive.org/web/20140312225428/http://www.reo.pl/przelomowy-silnik-polskiej-produkcji